# Ptochophyle dracontias
Ptochophyle dracontias är en fjärilsart som beskrevs av Edward Meyrick 1897. Ptochophyle dracontias ingår i släktet Ptochophyle och familjen mätare. Inga underarter finns listade.